# Gerhard Bienert
Gerhard Bienert, född 8 januari 1898 i Berlin i kejsardömet Tyskland, död 23 december 1986 i Västberlin i Västtyskland, var en tysk skådespelare. Bienert utbildade sig till skådespelare vid Deutsches Theater, Berlin 1919. Han filmdebuterade några år senare och kom fram till sin död att medverka i många tyska filmer och TV-serier.

## Filmografi, urval
- 1931 – M
- 1931 – Till polisens förfogande
- 1931 – Kamratskap
- 1931 – Köpenick-Kaptenen
- 1931 – Hennes majestät kärleken
- 1932 – Bättre dag för dag
- 1932 – Dag ut och natt in
- 1935 – Svarta rosor
- 1935 – Det gudomliga äventyret
- 1939 – Parkstrasse 13
- 1941 – Flickan från Fanö
- 1948 – Farligt vittne
- 1957 – Lissy
- 1958 – Samhällets olycksbarn